# Dansàneu
El Dansàneu, també conegut com a Festival de Cultures del Pirineu o Mercat Festiu de les Cultures del Pirineu, és un esdeveniment català de música, dansa i patrimoni que aglutina la cultura popular i tradicional dels Pirineus catalans. N'és organitzador i titular el Consell Cultural de les Valls d'Àneu, que té com a objectius el desenvolupament i la promoció dels béns culturals d'aquest territori d'ençà de la dècada de 1980.

## Història
El Dansàneu fou concebut l'any 1992 com un curs de dansa local a Esterri d'Àneu mitjançant un projecte de dinamització de les Valls d'Àneu, promogut pel Consell Cultural de les Valls d'Àneu i amb el suport de tots els municipis que en formen part i de l'Institut d'Estudis Illerdencs, el Consell Comarcal del Pallars Sobirà i posteriorment també de l'Ecomuseu de les Valls d'Àneu. L'encarregat de coordinar-lo fou el pedagog de dansa tradicional catalana Joan Serra i Vilamitjana, que li va conferir un format de festival divers i plural i s'hi va mantenir com a professor i director fins al 2012.
Durant la primera edició de l'esdeveniment, i amb l'ànim de recuperar la perspectiva històrica i de difusió dels béns i materials que envolten les danses populars dels Pirineus, Dansàneu va inaugurar l'exposició DANSAR, que va dedicar tres blocs a la fotografia dels diferents espectacles, als instruments musicals propis i a la indumentària i complements de festa d'aquestes danses.
D'ençà llavors, i especialment durant la dècada de 2010, el festival va anar definint-se amb un estil propi i una programació d'estiu amb esdeveniments combinats de música i dansa tant d'arrel com dels vessants clàssica i contemporània. El 2015 es va refundar obrint-lo al públic de qualsevol edat i vinculant la riquesa patrimonial i artística amb la natural pròpia del territori pirinenc. Anys més tard, el 2021 va rebre el Premi Nacional de Cultura, atorgat pel Consell Nacional de la Cultura i de les Arts pertanyent a la Generalitat de Catalunya. El jurat va justificar-ne la distinció al·legant al fet que el certamen «és respectuós amb el territori i articulat d'acord amb una triada cultural única com és la dansa, la música i el patrimoni entès des de diversos vessants: l'arquitectònic i artístic de les Valls d'Àneu, el natural i també l'immaterial», així com per «la voluntat d'acompanyar els creadors i creadores del país fomentant el concepte de «laboratori », el treball en xarxa i la voluntat d'esdevenir una referència transfronterera».